# Минаев, Дмитрий Дмитриевич
Дми́трий Дми́триевич Минаев  (21 октября [2 ноября] 1835, Симбирск — 10 [22] июля 1889, там же) — русский поэт-сатирик и переводчик, журналист, критик.

## Биография
Родился в семье офицера Дмитрия Ивановича Минаева, поэта и переводчика «Слова о полку Игореве», и Елизаветы Ивахниевны Зимнинской.
В 1847—1851 годах обучался в Дворянском полку, который не окончил.
В 1852 году сдал экзамены на первый классный чин и около трёх лет служил в Симбирской казённой палате.
Одним из первых сочинений Д. Д. Минаева было сатирическое стихотворение «У нас бульвар устроили», изданное в 1854 году, в котором он высмеивал привилегированную часть симбирского общества.
В 1855 году Минаев переехал в Санкт-Петербург и устроился чиновником земского отдела Министерства внутренних дел.
В 1857 году в чине коллежского регистратора вышел в отставку и занялся только литературной работой.
Вначале Минаев печатается во второстепенных петербургских журналах и газетах, выступая с лирическими, а затем и сатирическими стихотворениями и переводами.
В 1859 году под псевдонимом «Обличительный поэт» он выпустил сборник литературных пародий «Перепевы. Стихотворения обличительного поэта».
Д. Д. Минаев сотрудничал с демократическими журналами, на постоянной основе печатался в «Современнике», «Русском слове» и «Искре».
В 1859 году в Твери Минаев познакомился с Достоевским, с которым в начале 1860 года становится постоянным посетителем кружка А. П. Милюкова при журнале «Светоч».
В 1860 году под псевдонимом «Д. Свияжский» опубликовал очерк «В. Г. Белинский».
В 1862 году несколько месяцев редактировал сатирический журнал «Гудок». Примыкая к некрасовской школе, в своих стихах занимал левые радикально-демократические позиции, выражал сочувствие угнетённой деревне, «обличал» (применительно к поэтам-сатирикам его круга «обличительство» и «обличительная литература» стали в критике того времени почти терминологическими) либералов, бюрократов, консервативную печать и цензуру; высмеивал и пародировал поэтов, относимых им к сторонникам «чистого искусства» (А. А. Фета, А. Н. Майкова, Н. Ф. Щербину, В. В. Крестовского и других). Приобрёл известность как «король рифмы», мастер эпиграммы, пародии, фельетона в стихах и особенно каламбура.
В своей литературной деятельности Минаев много занимался переводческой работой. Перевёл Мольера («Тартюф»), Дж. Байрона («Дон Жуан», «Чайльд Гарольд», «Беппо», «Манфред» и «Каин»), Данте («Божественная комедия»), Гейне («Зимняя сказка», из поэмы «Германия»), А. Мицкевича («Дзяды»), П. Б. Шелли («Освобождённый Прометей»), Томаса Гуда («Песнь о рубашке»), Шарля Бодлера («Каин и Авель»), стихотворения и пьесы Гюго, Барбье, Виньи, Сырокомли, Ювенала и многих других. Заслугой Д. Д. Минаева стало ознакомление русской читающей публики с произведениями европейской литературы.
После каракозовского выстрела в конце апреля 1866 года Минаев был арестован за сотрудничество в журналах, «известных своим вредным социалистическим направлением, в особенности „Современнике“ и „Русском слове“», и просидел в Петропавловской крепости около четырёх месяцев.
В конце 1887 года Д. Д. Минаев с женой переехал в Симбирск и купил дом с флигелями и садом на Нижне-Солдатской улице (ныне Улица Минаева).
Дмитрий Дмитриевич скончался в Симбирске 10 (22) июля 1889 года после тяжёлой болезни. Отпевали поэта-сатирика в Богоявленской церкви . Был похоронен рядом с отцом на Духовском кладбище в Подгорье.
В 1897 году губернатор В. Н. Акинфов поднял вопрос об установке памятника на могиле Дмитрия Дмитриевича. Несмотря на резко отрицательное мнение департамента полиции, согласие МВД на сбор средств по подписке было получено. Памятник был отлит на чугунно-литейном заводе Н. В. Голубкова (слобода Туть) и окрашен под мрамор, на церемонии открытия памятника присутствовали первые лица губернии и города и многочисленная публика.
Памятник Д. Д. Минаеву, созданный на собранные средства, открыт 12 (24) июня 1899 года.
Когда строилось Куйбышевское водохранилище, в 1954 году могилы Минаевых и памятник Дмитрию Дмитриевичу были перенесены на Воскресенское кладбище.

## Память

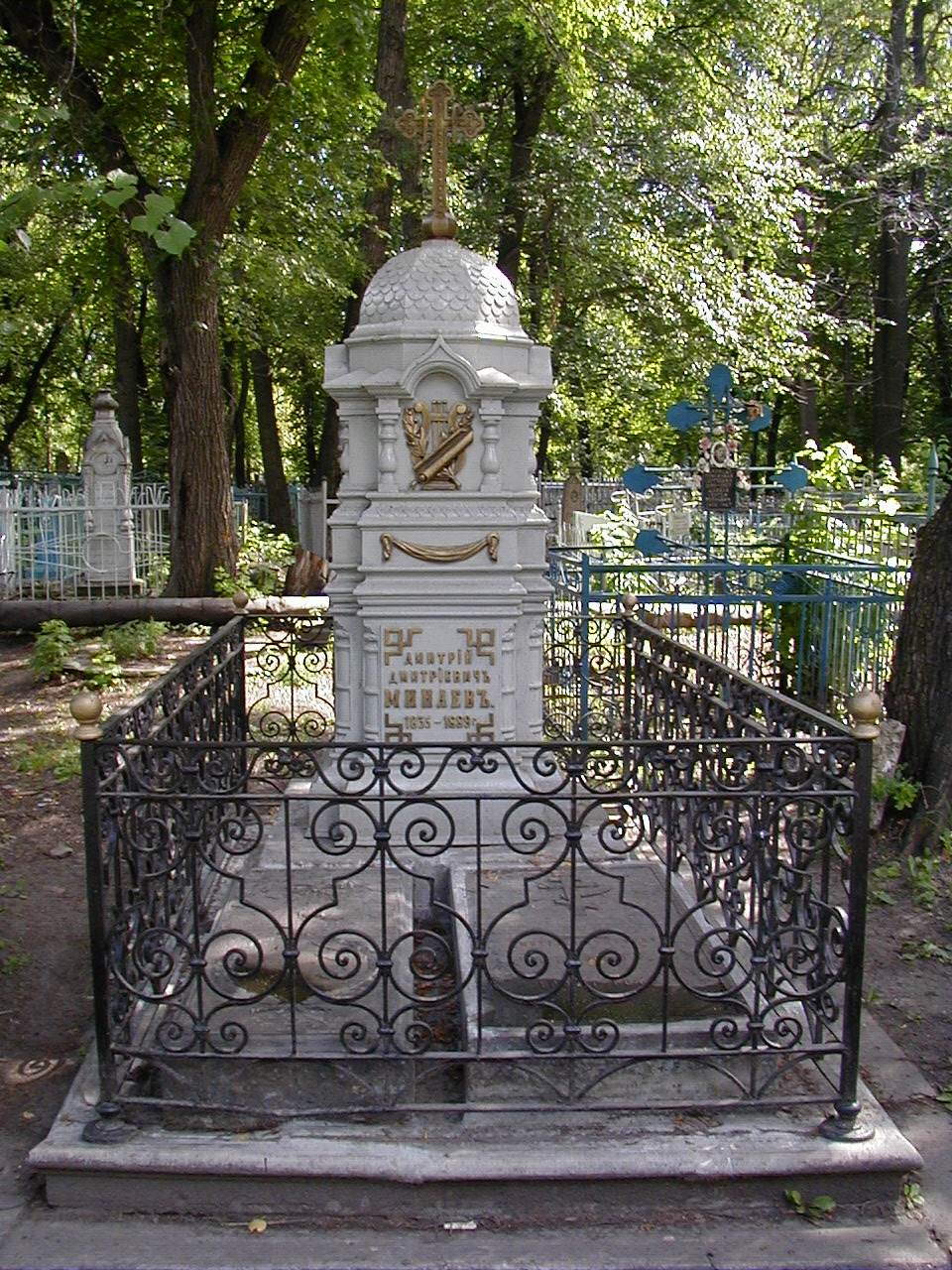
Памятник на могиле Д. И. и Д. Д. Минаевых

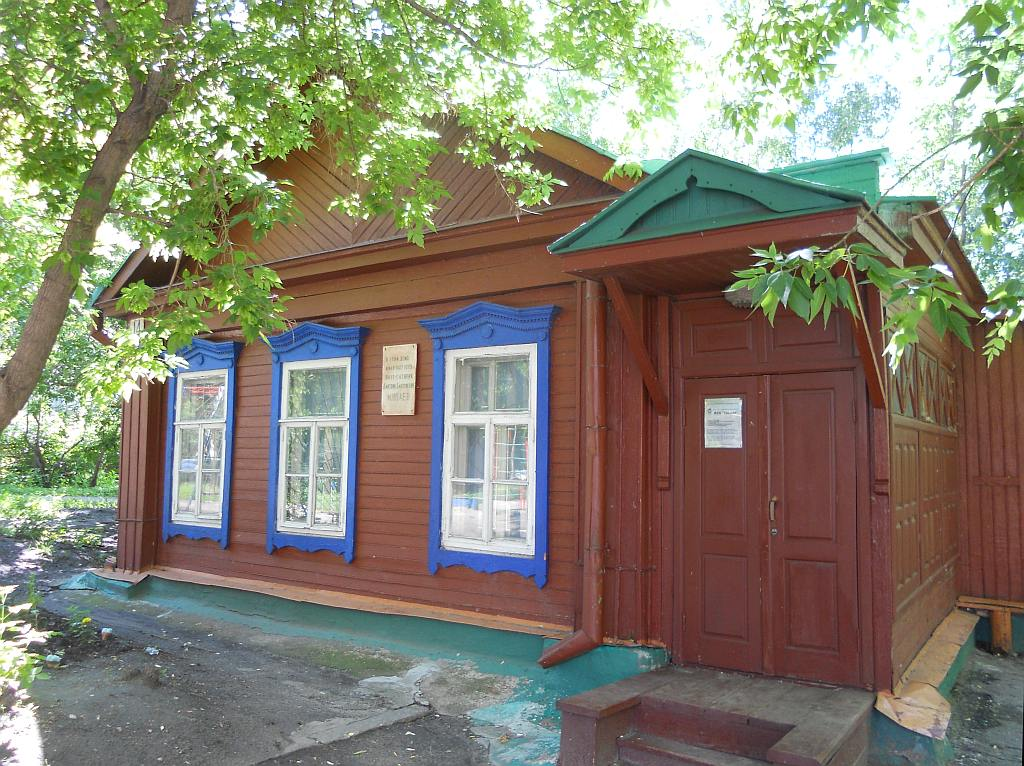
Дом Д. Д. Минаева в Симбирске / Ульяновске.

- 21 июня 1899 года, на собранные по всенародной подписке средства, в Симбирске был открыт памятник поэтам — отцу и сыну Минаевым. В этом же году улица Солдатская была переименована в Минаевскую (ныне —  ул. Минаева в Ульяновске). В 1954 году, в связи со строительством Куйбышевского водохранилища и затоплением кладбища, прах Минаевых и памятник были перенесены на новое кладбище.
- Дом Д. Д. Минаева сохранился как дом-музей и находится в Ульяновске по адресу: ул. Минаева, д. 14. На доме установлена мемориальная доска[10].
- Решением Ульяновской Городской Думы Д. Д. Минаеву присвоено звание "Почётный гражданин города Ульяновска", которое является высшей наградой муниципального образования «Город Ульяновск»[12].

## В литературе
- Пикуль В. С. Исторические миниатюры, Король русской рифмы. — М.: Издательство АСТ, Вече, 2002. — ISBN 5-17-010666-1. Есть аудиоверсия.

## Произведения
- Думы и песни Д. Д. Минаева и Юмористические стихотворения Обличительного поэта (Темного человека) [псевд.]. — Санкт-Петербург: изд. тип. В. Головина, 1863. — [4], IV, [4], 308, V с.
- Проказы черта на железной дороге: Юморист. поэма в стихах Темного человека. — 2-е изд., испр. и доп. — Санкт-Петербург: тип. Деп. уделов, 1863. — 40 с.
- Думы и песни Д. Д. Минаева и юмористические стихотворения Обличительного поэта (Темного человека). — Санкт-Петербург: Типография В. Головина, 1864. — [4], 604, IV с.
- Здравия желаю!: Стихотворения отставного майора Михаила Бурбонова. — Санкт-Петербург: тип. К. Вульфа, 1867. — X, [2], 263 с.
- Песни и поэмы / [Соч.] Д. Д. Минаева. — Санкт-Петербург: тип. Деп. уделов, 1867. — [6], 350, III с.
- В сумерках: Сатиры и песни / [Соч.] Д. Д. Минаева. — Санкт-Петербург: В. И. Аристов, 1868. — 333 с.
- На перепутье, новые стихотворения и Либерал, комедия в пяти действиях / Д. Д. Минаев. — Санкт-Петербург: К. Н. Плотников, 1871. — [4], 524 с.
- Разоренное гнездо; Песни и сатиры: (Спетая песня): Комедия в 4 д. / Д. Д. Минаев. — Санкт-Петербург: тип. Н. А. Лебедева, 1875. — IV, 212 с.
- Евгений Онегин нашего времени: роман в стихах Д. Д. Минаева. — 3-е изд. с прибавлением новой главы и эпилога. — Санкт-Петербург: тип. Р. Голике, 1877. — [2], 76 с., 6 л. ил.
- Аргус: Юморист. альбом Д. Д. Минаева. — Санкт-Петербург: тип. В. Демакова, 1880. — [2], 215 с.
- Дедушкины вечера: Рус. сказки для детей в стихах / Д. Д. Минаев. — Санкт-Петербург: Плотников, ценз. 1880. — [2], 120 с., 5 л. ил.
- Чем хата богата: Песни и рифмы / [Соч.] Д. Д. Минаева. — Санкт-Петербург: тип. Ф. С. Сущинского, 1880. — 380 с.
- Всем сестрам по серьгам: Юморист. сб.: Песни, сцены, эпиграммы и пр. / Д. Д. Минаев. — Санкт-Петербург: тип. С. Добродеева, 1881. — [2], 190 с.
- Людоеды, или Люди шестидесятых годов; Стихотворения, очерки и сказки: Роман: 2-е изд. юморист. альбома «Аргус» / Д. Д. Минаев. — Санкт-Петербург, 1881. — [2], 215 с.
- Новые новинки — песни да картинки: Стихотворения Д. Минаева с рис., исполн. красками по акварелям И. Клейнмихля. — Санкт-Петербург; Москва: М. О. Вольф, ценз. 1882 (Санкт-Петербург). — [2], 32 с.: цв. ил.
- Теплое гнездышко: Стихотворения Д. Минаева / С рис. исполн. красками по акварелям Павла Тумана. — Санкт-Петербург; Москва: М. О. Вольф, ценз. 1882 (Санкт-Петербург). — 48 с.
- Не в бровь, а в глаз: Собр. эпиграмм Дмитрия Минаева. —- Санкт-Петербург; Москва: М. О. Вольф, 1883 (Санкт-Петербург). — [4], 560, VIII с.
- Шутники: Рассказ / [Соч.] Дм. Минаева. — Санкт-Петербург: тип. Е. Евдокимова, 1889. — 48 с.

## Переводы
- Амфитрион: Комедия в 3 д., в стихах / [Соч.] Мольера; [Пер. Д. Д. Минаева]. — [Санкт-Петербург, 1881]. — [69] с.
- Открытые окна. Утром — спросонья /  перевод Д. Минаева // Гюго В. Лирика. — М.: Художественная литература, 1971. — С. 145